# 迎泽街道 (太原市)
迎泽街道，是中华人民共和国山西省太原市迎泽区下辖的一个乡镇级行政单位。

## 行政区划
迎泽街道下辖以下地区：
双塔西街一社区、解放南路一社区、解放南路二社区、南内环街一社区、南内环街二社区、南内环街三社区、南内环街四社区、双塔西街二社区、双塔西街三社区、青年路一社区、青年路二社区、并州路一社区、并州路二社区、并州路三社区和青年路三社区。